# 그레이트 룸

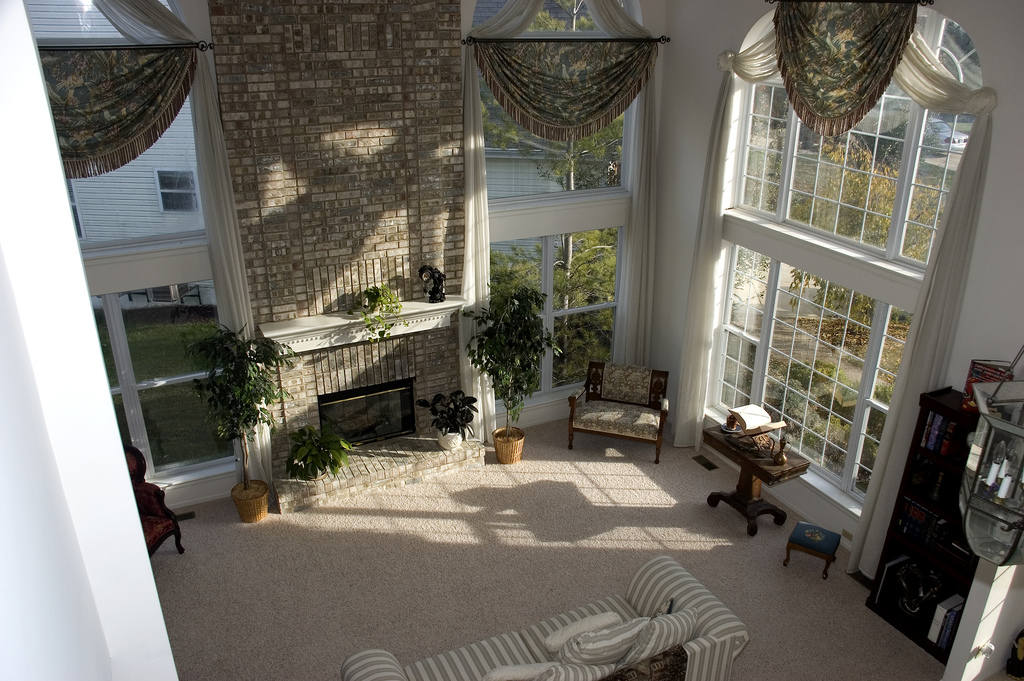
그레이트 룸

그레이트 룸(Great room)은 가족실, 거실, 서재 등 여러 전통적인 방의 역할을 하나의 공간으로 결합한 집 안의 방이다. 그레이트 룸은 일반적으로 천장이 높고 보통 집의 중심이나 근처에 배치된다. 그레이트 룸은 1990년대 초부터 미국 가정들에서 흔히 볼 수 있었다.

## 설명
그레이트 룸의 개념은 모든 일이 일어나는 하나의 큰 중앙 방을 포함하고 있던 중세 성과 저택의 그레이트 홀과 그레이트 챔버라는 낭만화된 이상에 귀를 기울인다. 미국의 중거리 교외 주택의 개발자들은 그레이트 룸이라는 아이디어로 '회귀함'으로써 '죽은' 거실의 문제와 거실과 가족실의 분리를 해결하고자 하였다. 일반적인 개념은 전통적으로 거실과 가족실 사이에 분리된 모든 가족 기능에 사용될 집의 교차로인 하나의 중심지 방이다. 그레이트 룸의 지배적인 특징은 집의 다른 부분보다 높은 상승된 천장인데, 전형적으로 부동산 전문용어에서 종종 "대성당 천장"이라고 언급되는 아치형 천장을 가진 두 층의 천장을 가진 것이다.
다양한 그레이트 룸들은 다양한 기능들을 결합한다. 어떤 사람들은 독서실을 통합하여 전통적인 공부 기능을 방의 계획에 가져올 수 있는 반면, 다른 사람들은 이 특정한 기능을 포기할 수 있다. 어떤 그레이트 룸 디자인은 전통적인 식당의 기능들도 통합한다. 가장 일반적인 의미에서, 그레이트 룸들은 전형적으로 20세기 후반에 지어진 미국의 다층 주택들의 낮은 층에서 발견된다. 많은 집들의 그레이트 룸은 또한 부엌과 인접해 있으며, 종종 완전한 벽 대신 단지 카운터에 의해 분리된다.

## 역사
현대 그레이트 룸 컨셉은 1950년대와 1960년대 캘리포니아의 조셉 아이클러가 지은 모더니즘 주택의 "다목적실"으로 거슬러 올라간다. 개발자들은 1970년대와 1980년대에 그레이트 룸을 갖춘 고급 주택을 짓기 시작했다. 처음에는 단순히 목장 스타일 주택에 아치형 출입구를 추가했다. 이에 대한 예는 TV 시리즈 더 브래디 번치의 집이다. 그레이트 룸은 1990년대와 2000년대 미국에서 건설된 교외 주택의 거의 어디서나 볼 수 있는 특징이 되었다. 처음에는 그레이트 룸이 주택 소유자들 사이에서 인기가 있었다. 월스트리트 저널이 요청한 건축업자에 따르면 이는 주택 소유자가 성장하는 경제에서 부를 과시할 수 있는 방법을 원했기 때문에 뉴욕 타임스에서는 그 그레이트 룸을 "McMansion의 시그니처 공간"이라고 불렀다.
그러나 2000년대 중반이 되자 월스트리트 저널은 주택 구매자들이 그레이트 룸에 대해 그다지 열광적이지 않다고 보도했다. 일반적인 불만 사항으로는 난방 및 냉방 비용, 높이와 불규칙한 각도 때문에 청소 및 페인트칠이 어려우며 단순히 공간 낭비라는 것 등이 있었다. 1990년대 초, 그레이트 룸이 널리 인기를 얻은 지 약 15년이 지난 후, 미국 전역의 개발업자들은 그레이트 룸을 가진 집에 대한 수요가 줄이고 있었다. 구매자들은 대신에 바닥 면적과 방의 개수가 증가된 집을 선호하고 있었다. 그레이트 룸을 가진 기존 집의 소유자들은 때때로 그레이트 룸의 천장 공간에 새로운 방이나 다락방을 추가하는 것을 선택했는데, 이는 기존의 집에 추가하는 것보다 비용이 50%나 절감될 수 있다. 미국 인구조사국에 따르면, 2005년부터 2007년까지 주택의 내부 구조조정에 대한 지출은 약 40% 증가했지만, 새로운 방 추가에 대한 지출은 57% 감소했는데, 한 인구조사국 통계학자는 이것이 그레이트 룸의 개조로 부분적으로 설명될 수 있다고 말했다. 그러나 주택의 기존 공간 내에서 작업하는 동기의 대부분은 건물의 공간이 증가할 때 더 높은 세금, 추가적인 허가 장애물 또는 정화 시스템 재설계를 유발할 수 있는 주 및 시의 규정에 기인할 수 있다.
2007년에, 머니는 그레이 룸을 시대가 지난 유행으로 열거했다. 그 잡지는 전형적인 그레이트 룸은 제곱피트 당 150달러에서 350달러가 드는 반면, 일반적인 방들을 짓는 것은 제곱피트 당 125달러에서 250달러가 든다고 보고했고, 그레이 룸의 예상되는 혜택들이 (가족들의 활동을 하나의 방으로 통합하는) 비용과 유지관리상의 어려움들을 정당화하지 않는다고 결론을 내렸다.